# Valdemoro-Sierra (kommunhuvudort)
Valdemoro-Sierra är en kommunhuvudort i Spanien.   Den ligger i provinsen Provincia de Cuenca och regionen Kastilien-La Mancha, i den centrala delen av landet, 170 km öster om huvudstaden Madrid. Valdemoro-Sierra ligger 1 111 meter över havet och antalet invånare är 168.
Terrängen runt Valdemoro-Sierra är huvudsakligen lite kuperad. Valdemoro-Sierra ligger nere i en dal.  Trakten runt Valdemoro-Sierra är nära nog obefolkad, med mindre än två invånare per kvadratkilometer. Närmaste större samhälle är Cañete, 11,4 km sydost om Valdemoro-Sierra. 